# نهر زولا
 نهر زولا ويُعرف أيضًا باسم  نهر زولا تشاي، هو نهر في إيران، يتدفق إلى بحيرة أرومية. يمتد إلى الشمال من أرومية وغرب سلماس. يرتفع في الجبال على طول الحدود مع تركيا، تبلغ مساحة النهر 846 كيلومتراً مربعاً.
يبلغ ارتفاع السد 83 متراً وعرضه 287 متراً، وهو مبني من سد صخري أرضي ذو قلب طيني مركزي. يحتوي السد على 85 مليون متر مكعب من المياه.